# Lichid cefalorahidian
Lichidul cefalorahidian (LCR) (rar, lichid cerebrospinal) este un lichid clar și transparent care umple sistemul ventricular cerebral, canalul ependimar, spațiile subarahnoidiene cerebrale și medulare.
Compoziția LCR este: 99% apă, 115 mEq/L NaCl, 0,5 g/L glucoză și 0,4 g/L proteine (albumine, etc).
Compoziția sa reflectă starea fiziopatologică a creierului (inflamație, infecție, etc). 

## Funcții
- Rol de protecție a țesutului nervos împotriva traumatismelor, prin amortizarea unor șocuri la care este supusă cutia craniană;
- Rol de protecție imunologică a sistemului nervos central;
- Rol de transport al unor substanțe nutritive, hormoni, medicamente;
- De asemenea, LCR are rol în curățarea SNC de diferite deșeuri metabolice, eliminându-le pe acestea prin bariera hematoencefalică;
- LCR constituie o barieră în calea pătrunderii în țesutul nervos a unor substanțe dăunătoare din sângele circulant;
- Greutatea efectivă a creierului scade de la 1400 g la 25 g, datorită plutirii in LCR. Altfel, masa crescută a creierului ar fi împiedicat funcționarea propice a neuronilor de la baza sa, precum și vascularizația bogată a encefalului.

## Circulație
Este produs de către plexurile coroide (celule ependimare speciale), producția de LCR fiind în jur de 500-1200 mL/zi, acesta fiind reînnoit zilnic de 3-4 ori. Volumul total este în jur de 150 ml. LCR este resorbit la nivelul vilozităților arahnoidiene de către sistemul venos cerebral. Presiunea normală a LCR (în decubit dorsal) este în jur de 5-10 mm Hg, o presiune mai mare de 15 mmHg putând indica hipertensiune intra-craniană. În ortostatism, presiunea intracraniană este în jur de 14-25 mm Hg. Majoritatea variațiilor presiunii LCR se datorează compresiunii asupra venei jugulare sau datorită tușitului.

## Secreția lichidului cefalorahidian[2]
Lichidul cefalorahidian se formează în două etape succesive. În primul rând, ultrafiltrarea plasmei în lichid extracelular are loc prin pereții capilarelor fenestrate, lichidul trecând apoi prin membrana bazolaterală a celulelor epiteliale coroidale. În următoarea etapă, celulele epiteliale coroidale secretă fluidul în ventriculi. Formarea LCR are loc prin transferul NaCl și a NAHC, acesta determinând trecerea apei izoosmotic. În tubul proximal renal și intestinul subțire are loc, de asemenea, un transport  asemănător celui izoosmotic, acesta fiind orientat în direcția absorbției și nu a secreției. În plus, plexurile coroide produc LCR prin absorbția și a altor substanțe, de exemplu: un metabolit al serotoninei, acid 5-hidroxiindolacetic.
Secreția Na+ din plasma in LCR este un proces format din două etape. Pompa Na+/K+ în cazul plexurilor coroide este localizată diferit față de alte epitelii, aflându-se în porțiunea apicală, aceasta, în prima etapă scoate Na+ din celulă în LCR. Acest proces este unul activ care generează un gradient de-a lungul membranei bazolaterale, favorizând în a doua etapă intrarea Na+ prin porțiunea bazolaterală printr-un transfer cu H+ și un transport cuplat cu HCO3. În cazul schimbului Na-H, factorul limitant este disponibilitatea H+ intracelular, acesta este generat alături de HCO3 din CO2  și H2O , reacție catalizată de anhidraza carbonică. Astfel, blocarea pompei Na+/K+ cu ouabaină oprește formarea LCR, în timp ce blocarea anhidrazei carbonice cu acetazolamidă încetinește formarea acestuia.
Secreția Cl-, asemeni celei de Na+ este alcătuită din două etape. În prima etapă, Cl- se acumulează intracelular în urma schimbului Cl- - HCO3 prin porțiunea bazolaterală. De reținut faptul că prin schimbul Cl- -HCO3 care are loc în paralel cu schimbul Na+-H+  are loc absorbția de NaCl. În a doua etapă are loc un eflux de Cl- în LCR, acesta traversează bariera apicală fie printr-un canal de Cl- sau prin cotransport cu K+.